# كونستوغة

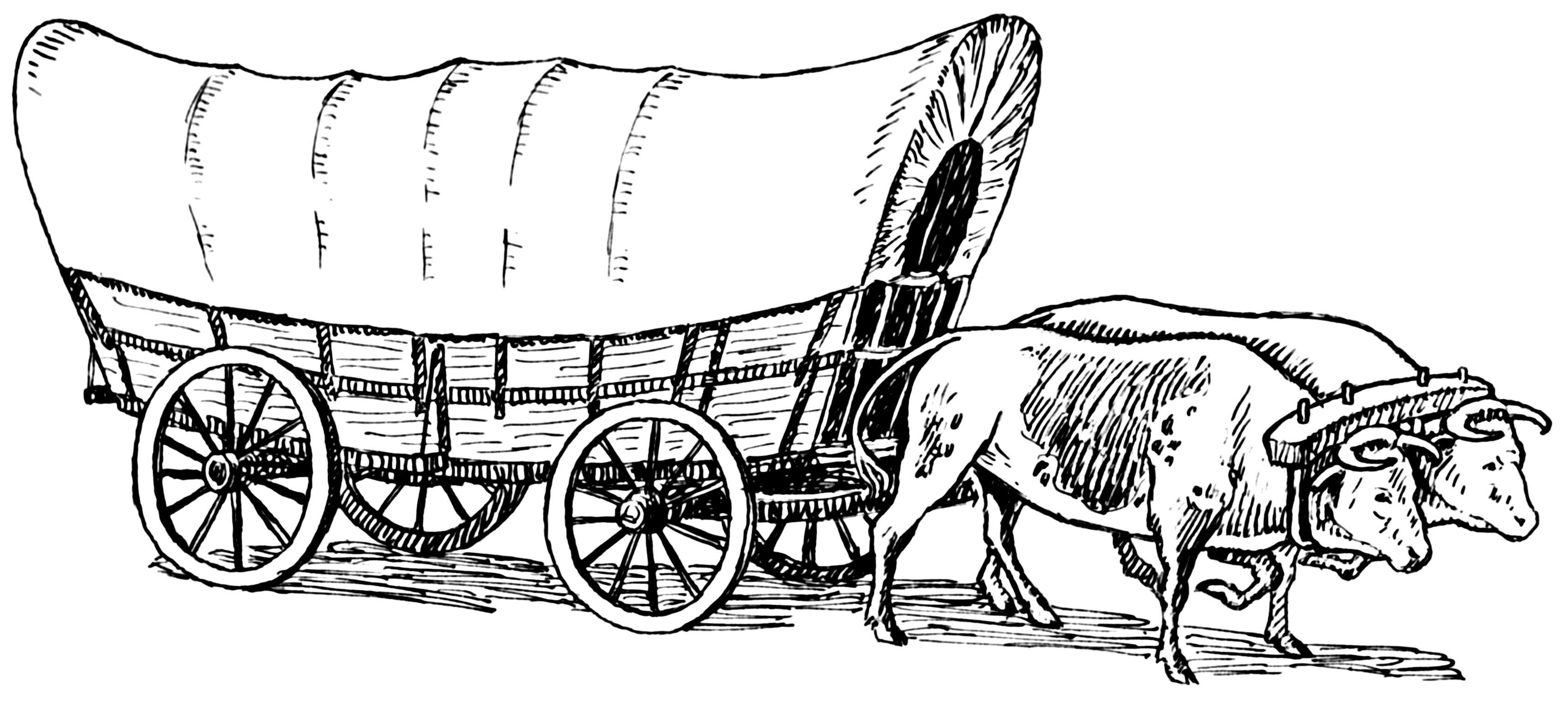
رسم خطي لعربة كونستوغة تجرها الثيران

تُعد الكُونَسْتُوغة تصميمًا خاصًا لعربة ثقيلة مغطاة استخدمت استخدامًا كثيفًا خلال أواخر القرن الثامن عشر والقرن التاسع عشر في شرق الولايات المتحدة وكندا. كانت كبيرة بما يكفي لنقل حمولات تصل إلى 5.4 طن وكانت تجرها الخيول أو البغال أو الثيران. صُممت بطريقة مناسبة للمساعدة في منع محتوياتها من التحرك أثناء الحركة وللسماح بعبور الأنهار والجداول. قد يتسرب إليها الماء ما لم تُجلفظ.

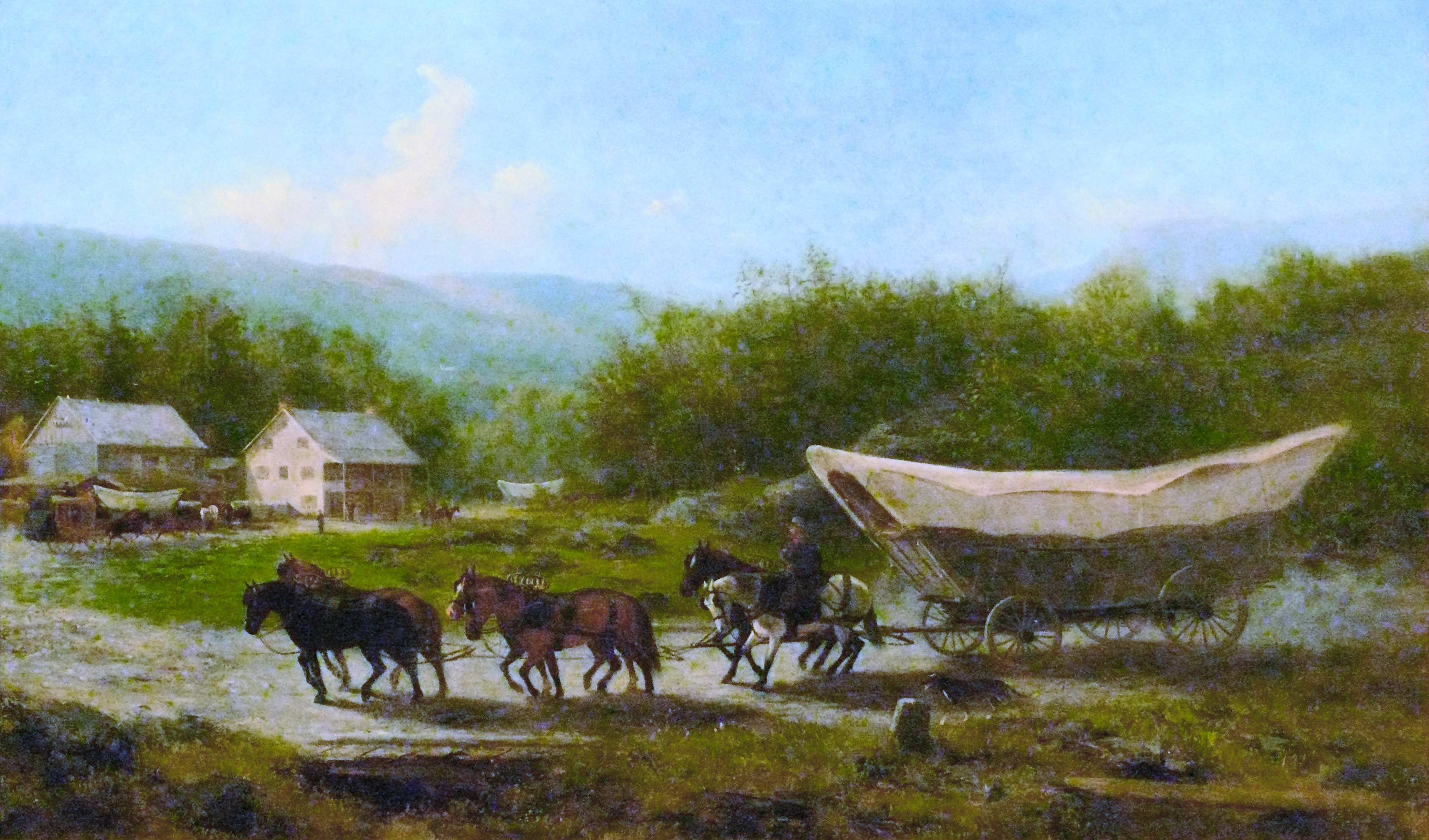